# Zygnematales
Ordre
L'ordre des Zygnematales regroupe des algues vertes de la classe des Zygnematophyceae. 

## Liste des familles
Selon AlgaeBase (21 juillet 2017) et ITIS (21 juillet 2017) :
- famille des Mesotaeniaceae Oltmanns
- famille des Zygnemataceae Kützing

Selon Catalogue of Life (7 février 2025) et World Register of Marine Species (7 février 2025) :
- famille des Mesotaeniaceae
- famille des Zygnemataceae

Selon NCBI (27 oct. 2012) :
- famille des Mesotaeniaceae
  - genre Ancylonema
  - genre Cylindrocystis
  - genre Mesotaenium
  - genre Netrium
  - genre Roya
  - genre Spirotaenia
- famille des Zygnemataceae
  - genre Entransia
  - genre Mougeotia
  - genre Sirogonium
  - genre Spirogyra
  - genre Zygnema
  - genre Zygnemopsis
  - genre Zygogonium
- Zygnematales incertae sedis
  - genre Fottea